# سليمان الضحيان
سليمان الضحيان دكتور في جامعة القصيم وكاتب في التنوير الإسلامي.

## وصلات خارجية
- مقالات سليمان الضحيان في صحيفة عاجل الإلكترونية
- سليمان الضحيان يلقي في ندوة الأحد بعنوان المنطق في التراث العربي 19 2 1422 هـ على يوتيوب